# Cecidopsylla
Cecidopsylla är ett släkte av insekter. Cecidopsylla ingår i familjen Calophyidae.
Kladogram enligt Catalogue of Life:
| Cecidopsylla | \| \| Cecidopsylla paterae \| \| \| \| \| \| Cecidopsylla putealis \| \| \| \| \| \| Cecidopsylla rara \| \| \| \| \| \| Cecidopsylla schimae \| \| \| \| \| \| Cecidopsylla spinosa \| \| \| \| |
|              | \| \| Cecidopsylla paterae \| \| \| \| \| \| Cecidopsylla putealis \| \| \| \| \| \| Cecidopsylla rara \| \| \| \| \| \| Cecidopsylla schimae \| \| \| \| \| \| Cecidopsylla spinosa \| \| \| \| |
|              | Apsylla |
|              | |
|              | Calophya |
|              | |
|              | Strogylocephala |
|              | |
|              | Cecidopsylla paterae |
|              | |
|              | Cecidopsylla putealis |
|              | |
|              | Cecidopsylla rara |
|              | |
|              | Cecidopsylla schimae |
|              | |
|              | Cecidopsylla spinosa |
|              | |

|  | Cecidopsylla paterae  |
|  |                       |
|  | Cecidopsylla putealis |
|  |                       |
|  | Cecidopsylla rara     |
|  |                       |
|  | Cecidopsylla schimae  |
|  |                       |
|  | Cecidopsylla spinosa  |
|  |                       |